# Drugi slavonski partizanski odred
Drugi slavonski narodnooslobodilački partizanski odred (Drugi odred Treće operativne zone NOV i PO Hrvatske) je bio partizanska postrojba u sastavu Narodnooslobodilačke vojske i partizanskih odreda Jugoslavije tijekom Drugog svjetskog rata u Hrvatskoj.

## Borbeni put
Formiran je 16. kolovoza 1942. od dijela boraca 1. slavonskog NOP odreda. Imao je tri bataljuna sa 761 borcem. Bio je u sastavu 3. operativne zone NOV i PO Hrvatske do 20. lipnja 1943., kada je ušao u sastav 2. korpusa NOVJ-a. Napadao je neprijateljska utvrđenja i promet i politički djelovao u narodu. Istakao se u zauzimanju domobranskog utvrđenja u Podgoraču 20. kolovoza, a sa 1. slavonskim NOP odredom, Proleterskim bataljunom Bosanske krajine i Banijskom proleterskom četom u oslobođenju Đulovaca 27./28. kolovoza, zauzimanju domobranskog utvrđenja u Orahovici 13. rujna i Slatinskog Drenovca 16. rujna. Dao je dio boraca za formiranje Kalničkog NOP odreda (10. listopada) i 1. slavonske brigade (11. listopada), kada je reorganiziran u dva bataljuna. Zauzeo je ustaško utvrđenje Trnavu kod Podravske Slatine 23. studenog i sudjelovao u oslobođenju Voćina 12. prosinca. Ponovno je 30. prosinca 1942. dao dio boraca za formiranje 18. slavonske brigade. Početkom svibnja 1943. formiran je 3. bataljun, a 17. svibnja dao je 80 boraca za formiranje 21. slavonske brigade, te je ponovno smanjen na dva bataljuna. Od 20. lipnja je bio potčinjen 2. hrvatskom korpusu, 29. lipnja preimenovan je u Podravski NOP odred, a 15. kolovoza u njegov sastav ušao je i mađarski bataljun „Sandor Petöfi”. U ljeto 1943. osiguravao je odrađivanje žetve na svom području. Od 1. rujna je u sastavu Istočne grupe NOP odreda 6. korpusa NOVJ, a u listopadu je bio preimenovan u Osječki NOP odred. Dao je 26. listopada 100 boraca za formiranje 1. čehoslovačke brigade „Jan Žiška”. Odred je sudjelovao u zauzimanju njemačkog utvrđenja u Gašincima kraj Đakova 29. listopada, a 21. studenog u blizini Podgorača napao je njemačku motoriziranu kolonu i uništio 6 kamiona. Krajem prosinca 1943. imao je 649 boraca i rukovoditelja. Sredinom veljače 1944. dao je 200 boraca za popunu 12. divizije i ostao sa dva bataljuna i samostalnom četom; početkom ožujka formirao je 3. bataljun koji je sredinom srpnja dao za formiranje Podravskog NOP odreda 6. korpusa. Značajnije akcije Odreda u 1944. bile su: obrana Podgorača od napada jačih snaga 2. ustaškog zdruga 22. veljače; napad na oklopnu lokomotivu kraj Donjeg Miholjca 13. ožujka; rušenje pruge između Našičke Breznice i Koške na 8 mjesta 27. travnja; pri napadu na ustašku i njemačku kolonu 17. srpnja kraj Ostrošinaca kada je vodio uspješne borbe protiv neprijateljevih tenkova; rušenje neprijateljeve transportne lokomotive kod Dalja (na pruzi Osijek – Vukovar) 2. kolovoza kada je uništena lokomotiva, 4 vagona, tenk i 2 kamiona, i drugog voza u blizini istog mjesta (uništene 2 lokomotive i 9 vagona) 16. kolovoza. U ljeto 1944. obezbeđivao je sakupljanje žetve i odbijao napade neprijateljevih snaga na slobodni teritorij Slavonije. U rujnu 1944. ponovno je formirao 3. bataljun, i u listopadu dao 1. bataljun za popunu Osječke brigade, a sredinom prosinca 1944. je rasformiran. Njegovim borcima popunjene su postrojbe 12. divizije NOVJ-a.